# Henri De Gorge
Henri De Gorge (1774-1832), était un industriel français propriétaire d'un charbonnage dans le Borinage en Belgique. Il est connu notamment pour la conception du site industriel du Grand-Hornu qu'il traita, sur un mode paternaliste et utopiste, en « cité modèle ». Le site disposait des avancées technologiques installées dans un ensemble architectural structuré au style néo-classique.
Il est élu sénateur en 1831, après avoir été naturalisé belge la même année.

## Biographie
Henri-Joseph Degorge est né le 12 février 1774 à Orsinval, village du Hainaut français dépendant de la paroisse de Villers-Pol dans l'arrondissement d'Avesnes, il est le premier enfant d'un couple de paysans propriétaires de terres agricoles. Son père Philippe François Degorge (né en 1747) était un fermier lorsqu'il épousa Marie-Joseph de Haynin (née en 1741) le 4 octobre 1768. Ses parents ont les moyens de l'envoyer faire des études au petit collège séculier du Quesnoy puis au collège oratorien de Bavay.
La période troublée de la Révolution française et la menace autrichienne ont une incidence sur le jeune Henri Degorge, qui est enrôlé dans une compagnie de canonniers volontaires où il ne fait qu'un bref passage avant de devenir l'un des secrétaires d'un commissaire des guerres. À 17 ans, il est attaché au service des vivres de l'intendance générale de l'armée du Nord. Après la reprise de Valenciennes en août 1794, il aurait été chargé de faire l'inventaire des vivres disponibles dans la ville.
À 21 ans, le 18 octobre 1795, Henri épouse Marie-Thérèse Jean. Le jeune couple va trouver à se loger chez la mère de la mariée, Marie Marguerite Bassuïau, qui est veuve. Degorge qui exerce la profession d'« aide garde magasin des approvisionnements extraordinaires de la place », ne possède apparemment pas de biens. Le contrat de mariage précise cependant que son père lui garantit une part égale à celle des autres membres de sa fratrie dans ses droits à la succession familiale. Cette union, qui ne donne pas d'enfant, ne dure qu'à peine plus d'un d'an, la jeune épouse décède à « la fin de l'hiver 1796-1797 ». Quelques années plus tard, il travaille toujours dans les services des armées, mais il s'est déplacé à Lille où il exerce la profession de « garde magasin des chauffages militaires ». Le 17 août 1800, il est propriétaire de terres agricoles et dispose d'une fortune évaluée à 13 833 livres, lorsqu'il épouse Eugénie-Désirée Legrand, fille de Charles-Henri Legrand, important négociant de la ville.

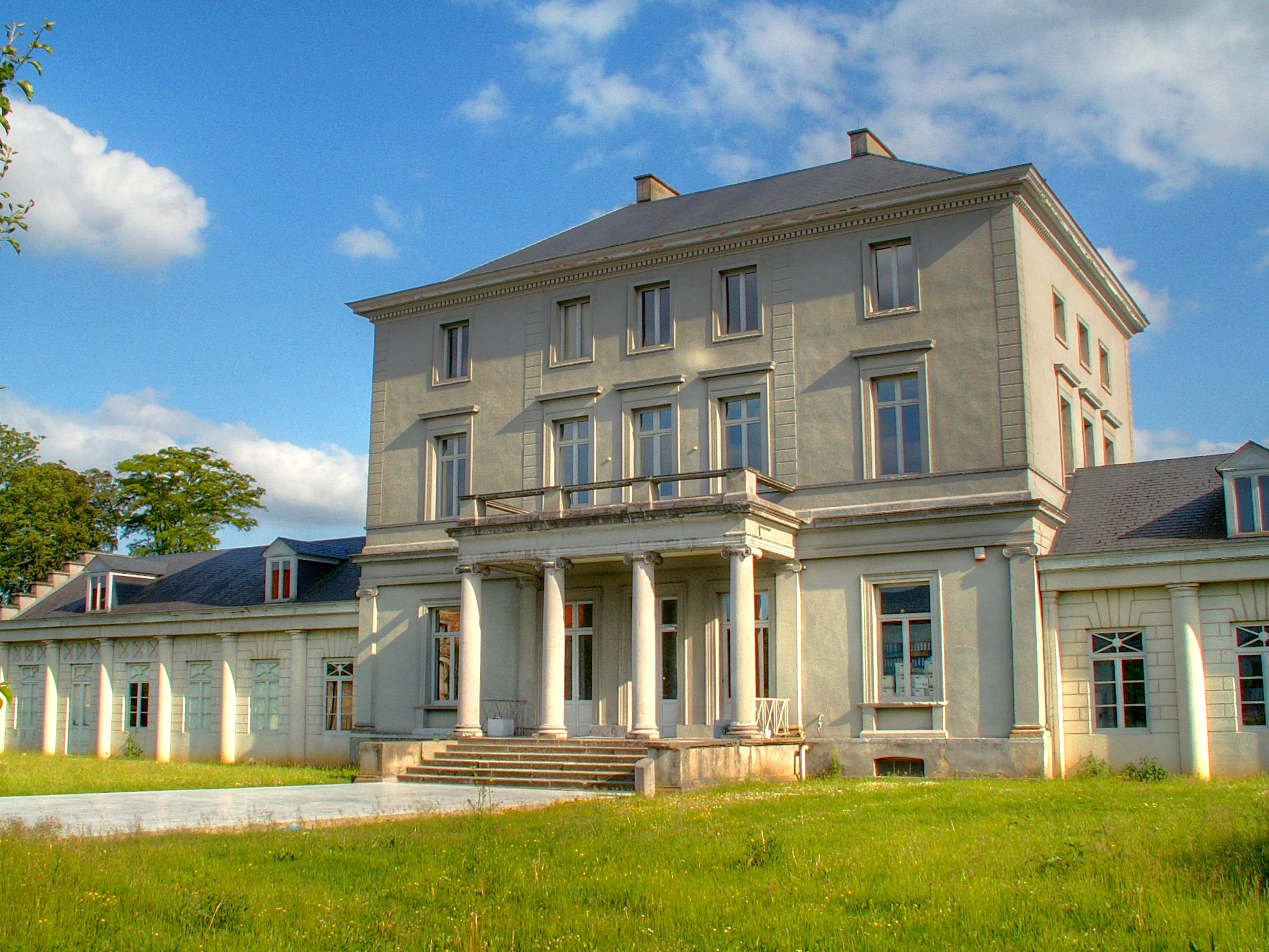
Demeure directoriale de Henri De Gorge

En 1810 il reprend une concession minière à Hornu dans le Borinage, le charbonnage du Grand-Hornu. Il va la rendre rentable du fait de l'utilisation de techniques modernes. Il conçoit un ensemble architectural, sorte de cité modèle reconnue dès son époque, avec les bâtiments industriels et une cité ouvrière de 450 maisons.
Henri De Gorge est également un pionnier des chemins de fer industriels. Dès 1822 il fait installer des « ornières en fonte », dans des galeries de ses mines, pour faciliter la remontée du minerai. Toujours préoccupé d'améliorer le transport de la houille, il fait dans un premier temps paver le chemin du site minier au canal de Mons à Condé avant d'ouvrir en mai 1830 un chemin de fer hippomobile de 1 800 mètres, qui permet notamment de diminuer le nombre de chevaux utilisés et fut le premier chemin de fer de Belgique. Il disparaît au début du vingtième siècle au profit d'un transporteur aérien.
Les nombreux charretiers privés de travail par la construction du chemin de fer générèrent une révolte qui éclata, dans le climat instable qui suivit la révolution belge. Cette révolte commença en octobre et toucha d'abord les marchands de grain, dont les maisons furent pillées puis, le 20 octobre, des émeutiers, parmi lesquels de nombreux ouvriers de la région, s'en prirent aux installations du Grand-Hornu, détruisirent le chemin de fer et mirent à sac la maison d'Henri De Gorge qui aurait trouvé refuge dans le pigeonnier de la demeure.
Cette explication traditionnelle ne résiste cependant ni à l’examen des sources, ni à la critique. Au moment de la révolution, des spéculateurs dissimulent de grosses réserves de grains, afin de susciter leur enchérissement. Ils provoquent ainsi la famine et une « explosion sociale ». Les affamés recherchent des vivres. Ils pillent notamment des stocks à Thuin, Charleroi, Jumet, Pont-à-Celles, Mons, Cuesmes, Quaregnon, Jemappes, Saint-Ghislain, Pâturages, Wasmes, Frameries… Ils saccagent des maisons de maître. Ils visitent le Grand-Hornu, trop luxueux à leur goût, et forcent De Gorge à se cacher au Belvédère de la basse-cour. Ils commencent par dévaster les locaux de l’école, puis les portes et fenêtres des maisons, mais aussi les forges, ateliers, machines et autres dépendances de l’établissement industriel… Lors des procès qui s’ensuivent, les témoins n’incriminent pas les charretiers. Les accusés eux-mêmes ne pensent pas à les accuser pour assurer leur défense.
Ayant pris la nationalité belge, par naturalisation, De Gorge est élu sénateur lors des élections générales du 29 août 1831.
Sa disparition est subite : le soir du 22 août 1832, il ressent les premiers effets du choléra qui sévit dans la région et il meurt à Mons le 24 août 1832.
En 1854, la statue d'Henri de Gorge est installée dans la cour centrale. En 1927, un mausolée y est aménagé sous la forme d'une crypte pour abriter son tombeau et ceux d'une vingtaine de membres de sa famille.
Le charbonnage du Grand-Hornu resta en activité jusqu'en 1954, le site a depuis été restauré et est devenu un musée d'art et un espace d'exposition. Les bâtiments construits à l'époque d'Henri de Gorge (le charbonnage et la cité ouvrière) ont été classés au Patrimoine culturel immobilier classé de la Wallonie et, depuis 2012, au patrimoine mondial de l'UNESCO.